# Błazen

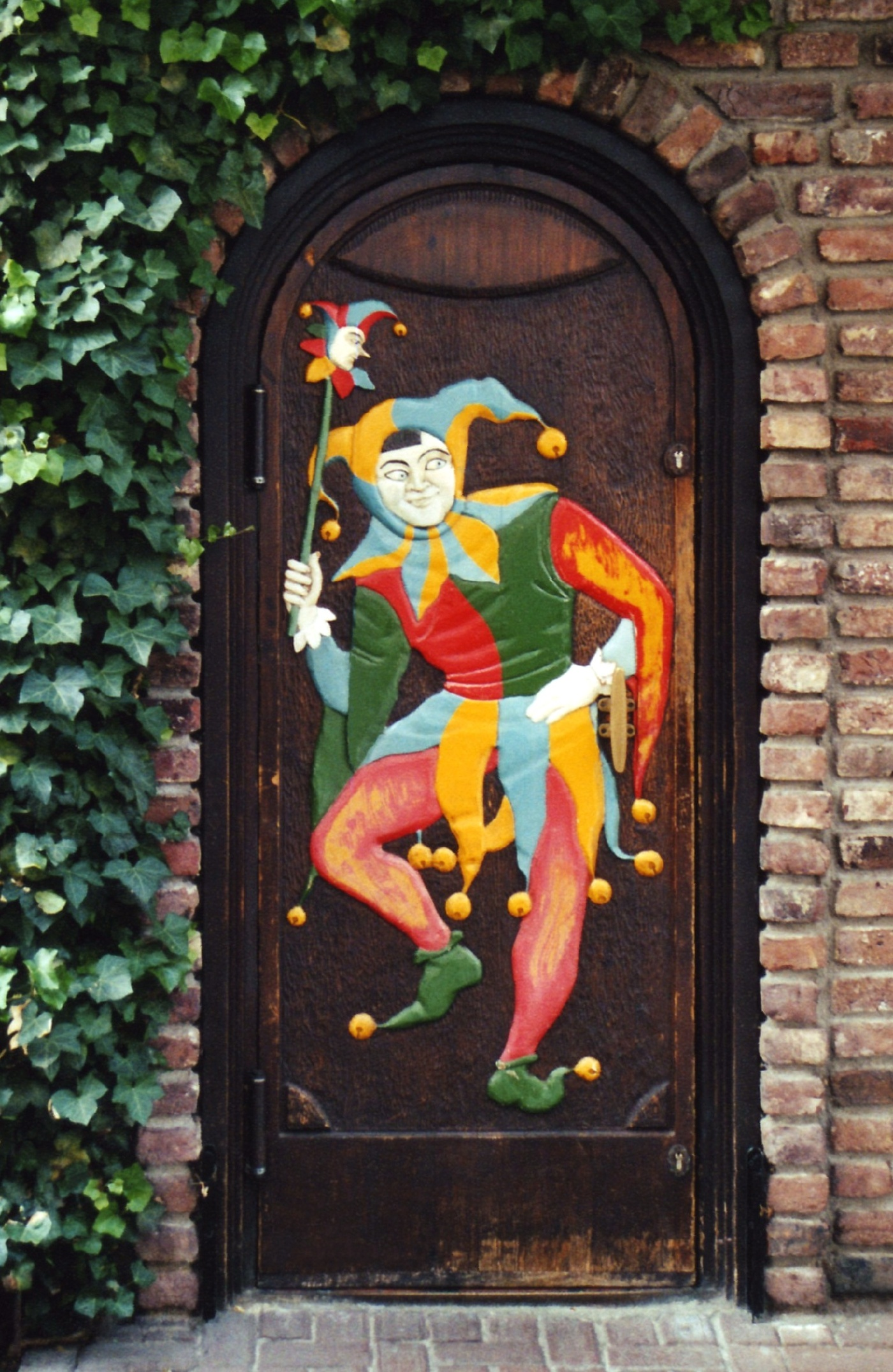
Postać błazna na drzwiach w niemieckiej miejscowości Brüggen

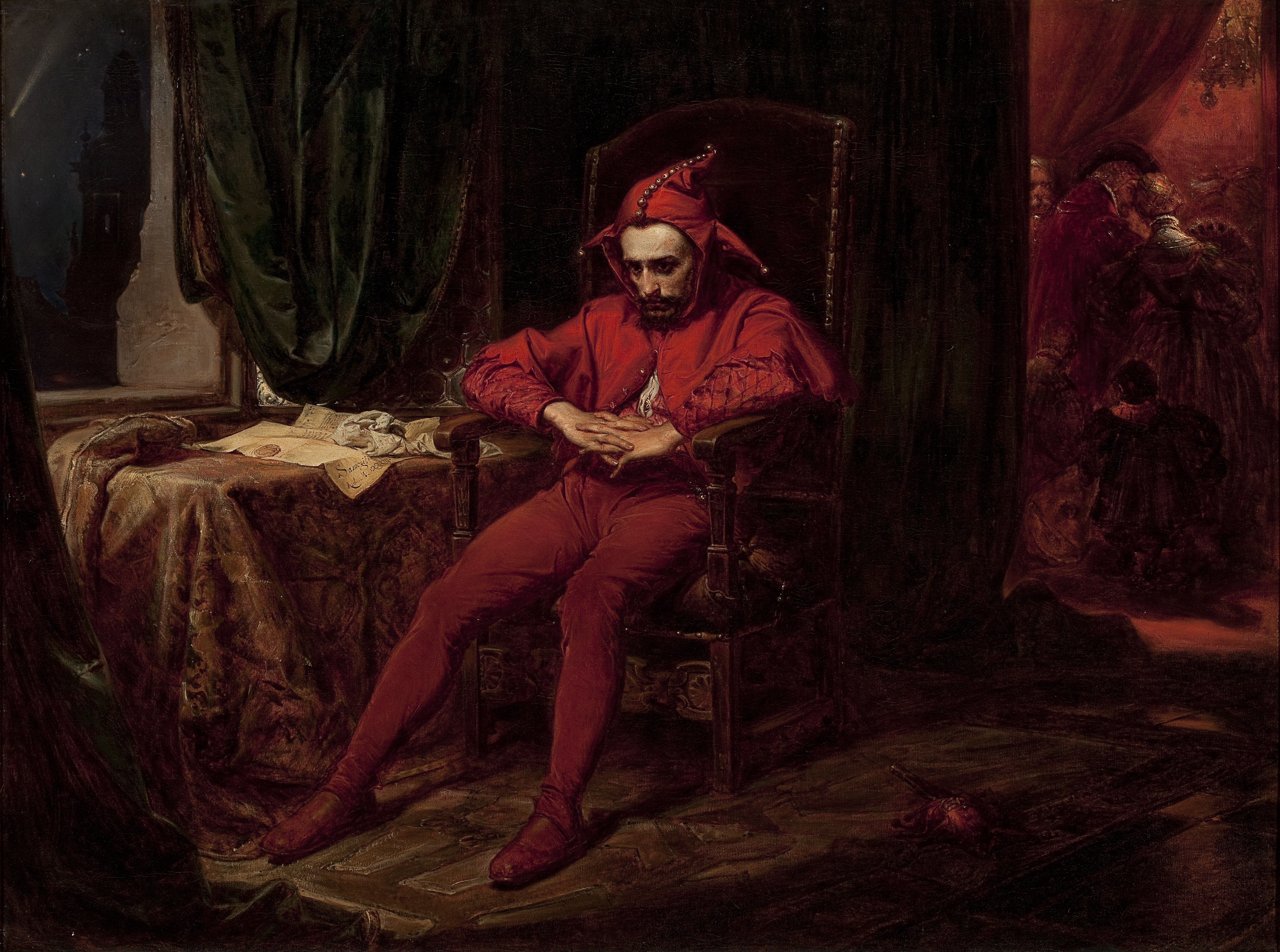
Jan Matejko: Stańczyk, 1862

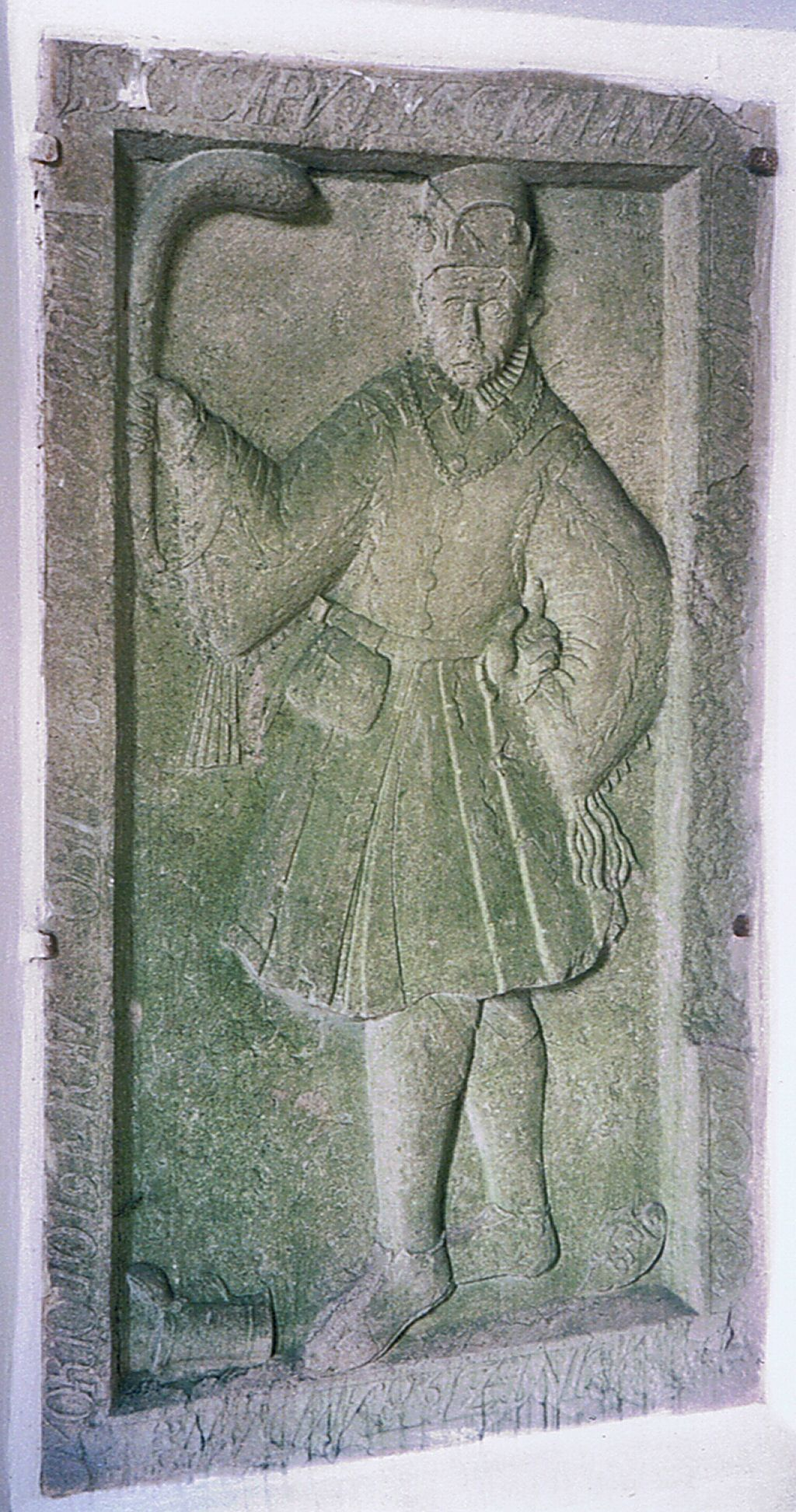
Rzadki przykład płyty nagrobnej wystawionej błaznowi (kościół św. Marii Magdaleny w Sownie)

Błazen – nazwa rodzaju klauna, zwykle kojarzona ze średniowieczem. W Polsce zwany też wesołkiem. Charakterystycznym elementem stroju błazna była czapka o trzech rogach zakończonych dzwoneczkami – trzy rogi symbolizowały ośle uszy i ogon, przyczepiane przez błaznów we wcześniejszym okresie. Oprócz tego błaźni charakteryzowali się kolorowym strojem i specjalnym berłem z wyrzeźbioną głową na końcu.

## Historia
Tradycje błaznów nadwornych sięgają już czasów starożytności: Pliniusz Starszy wymienia królewskiego błazna (planus regius) na dworze władcy Egiptu Ptolemeusza I. Jednak błazeństwo kojarzone jest głównie ze średniowieczem. Błaznami zostawali początkowo najczęściej ludzie chorzy umysłowo, w wypadku których tolerancja co do ich zachowań i wypowiedzi była większa. W świecie islamskim także znane są przykłady błaznów – w XIV wieku na dworze Tamerlana miał działać Hodża Nasreddin.
Na dworze angielskim zatrudnieni byli różnego rodzaju błaźni, specjalizujący się w żonglerce, muzyce, w skeczach i zagadkach. Występowali oni także w sztukach Shakespeare’a. Ostatecznie urząd ten został zlikwidowany w okresie wojny domowej, po której zakończeniu i przywróceniu monarchii Karol II Stuart nie zdecydował się na błaznów. Podobnie jak w Anglii, we Francji istniała tradycja błaznów dworskich, zakończona przez rewolucję.
W Polsce można było ich spotkać na dworze Jagiellonów – pełnili oni istotną rolę prześmiewcy, podpowiadając władcom i możnym to, czego inni by im nie powiedzieli. W ten sposób bywali też doradcami, posłami, ustami króla, szpiegami. Oprócz najsłynniejszego z nich, Stańczyka, znanych jest co najmniej jedenastu błaznów służących Jagiellonom. Stańczyk, zwany też Stasiem Gąską, opisywany przez Jana Kochanowskiego był między innymi nadwornym błaznem króla Zygmunta II Augusta. Na dworze Zygmunta III Wazy błaznem był Włoch Antonio Rialto. Za swoje usługi otrzymywali oni nawet nadania ziemi.